# Centrotus talumensis
Centrotus talumensis är en insektsart som beskrevs av William Lucas Distant. Centrotus talumensis ingår i släktet Centrotus och familjen hornstritar. Inga underarter finns listade i Catalogue of Life.